# Набоков Володимир Володимирович
Володи́мир Володи́мирович Набо́ков (англ. Vladimir Nabokov, псевдонім — Володимир Сірін; 10 (22) квітня 1899, Санкт-Петербург, Російська імперія — 2 липня 1977, Монтре, Швейцарія) — російський та американський письменник. Свої перші романи він написав російською, але міжнародне визнання він отримав лише після того, як почав писати прозу англійською у 1940 році.
Твори Набокова характеризуються складною літературною технікою, глибоким аналізом емоційного стану персонажів у поєднанні з непередбачуваним, деколи майже трилерним сюжетом. Серед відомих зразків творчості Набокова можна відзначити романи «Машенька», «Захист Лужина», «Запрошення на страту», «Дар». Популярність у широкої публіки письменник здобув після виходу у світ скандального роману «Лоліта», за яким згодом було зроблено декілька екранізацій.
Коло інтересів Набокова було надзвичайно різностороннім. Він зробив значний внесок до лепідоптерології (розділ ентомології), викладав російську і світову літературу й видав декілька курсів лекцій літературознавства, створив переклади «Євгенія Онегіна» і «Слово о полку Ігоревім» на англійську мову, серйозно захоплювався шахами: був достатньо сильним практичним гравцем і опублікував ряд цікавих шахових задач.
Набоков про себе:

Я американський письменник, народжений в Росії, здобув освіту в Англії, де я вивчав французьку літературу перед тим, як на п'ятнадцять років переселитися до Німеччини …Моя голова розмовляє англійською, моє серце — російською, і моє вухо — французькою…

## Біографія

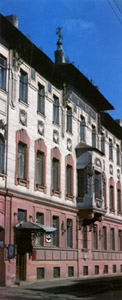
Санкт-Петербурзький музей В. В. Набокова. Музей розміщується в будинку, який належав сім'ї Набокових з 1897 року. Володимир Набоков народився тут в 1899 році й провів в цьому будинку перші 18 років свого життя.

Володимир Набоков народився 10 (22) квітня 1899 року в аристократичній сім'ї відомого російського політика Володимира Дмитровича Набокова. В сімейному колі Набокових використовувалися три мови: російська, англійська і французька, — таким чином, майбутній письменник досконало розмовляв трьома мовами з раннього дитинства. За власними словами, він навчився читати англійською раніше, ніж російською. Перші роки життя Набокова пройшли в комфорті та достатку в будинку Набокових на Великій Морській в Петербурзі та в їхньому заміському маєтку Батово (під Гатчиною).

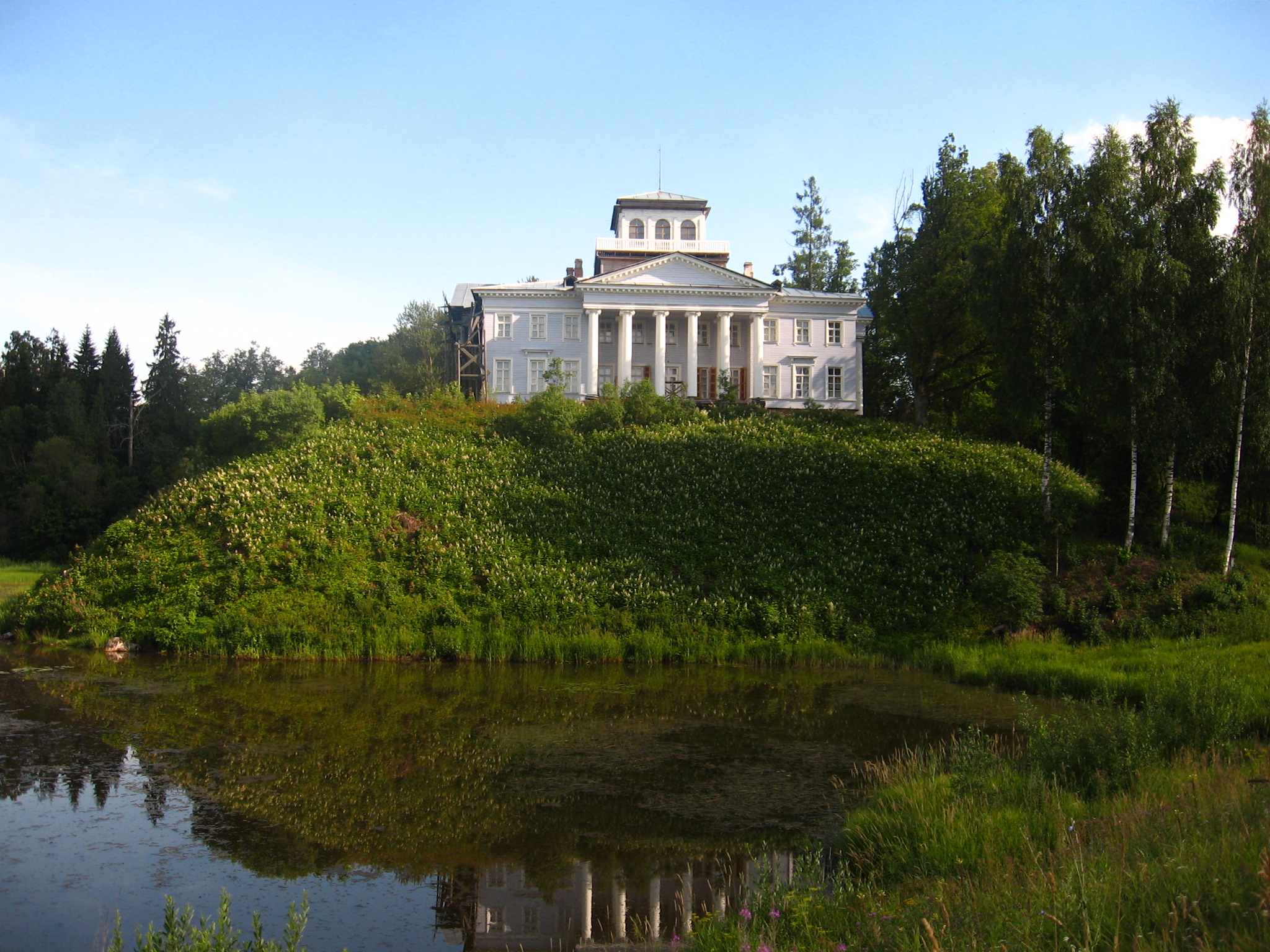
Маєток у Рождествено по сусідству з Батово і Вирою

Освіту почав в Тенішевськім училищі в Петербурзі, де незадовго до цього вчився Осип Мандельштам. Література і ентомологія стають двома основними захопленнями Набокова. Незадовго до революції за власні гроші Набоков видає збірку своїх віршів.
Жовтнева революція 1917 року змусила Набокових перебратися в Крим, а потім, у 1919-му, емігрувати з Росії. Деякі з сімейних коштовностей вдалося вивезти з собою, і на ці гроші сім'я Набокових жила в Берліні, тоді як Володимир здобував освіту в Кембриджі, де він продовжує писати російські вірші й перекладає російською мовою «Алісу в країні Чудес» Л. Керрола.
З 1922 року Набоков стає частиною російської діаспори в Берліні, заробляючи на життя уроками англійської мови. У берлінських газетах і видавництвах, організованих російськими емігрантами, друкуються розповіді Набокова. У 1927-му році Набоков одружується на Вері Слонім і завершує свій перший роман — «Машенька». Після чого до 1937 року створює 8 романів російською мовою, безперервно ускладнюючи свій авторський стиль і все більш сміливо експериментуючи з формою. Романи Набокова, що не друкувалися в Радянській Росії, мали успіх у західної еміграції, і нині вважаються шедеврами російської літератури («Захист Лужина», «Дар», «Запрошення на страту»).
Прихід нацистів до влади в Німеччині в кінці 30-х років поклав кінець російській діаспорі в Берліні. Життя Набокова з дружиною-єврейкою в Німеччині стало неможливим, і сім'я Набокових переїхала до Парижа, а з початком Другої світової війни емігрувала в США. Зі зникненням російської діаспори в Європі Набоков остаточно втратив свого російськомовного читача, і єдиною можливістю продовжити творчість був перехід на англійську мову. Свій перший роман англійською мовою («Справжнє життя Себастьяна Найта») Набоков пише ще в Європі, незадовго до від'їзду в США, з 1937 року і до кінця своїх днів Набоков не написав російською мовою жодного романа (якщо не рахувати автобіографію «Інші береги» і авторський переклад «Лоліти» на російську мову).
В Америці з 1940-го до 1958 року Набоков заробляє на життя читанням лекцій з російської та світової літератури в американських університетах. Його перші англомовні романи («Справжнє життя Себастьяна Найта», «Bend Sinister», «Пнін»), попри свої художні достойності, не мали комерційного успіху. У цей період Набоков близько сходиться з Е. Вілсоном та іншими літературознавцями, продовжує професійно займатися ентомологією. Подорожуючи під час відпусток по Сполучених Штатах, Набоков працює над романом «Лоліта», тема якого (історія педофіла, що має потяг до маленьких дівчаток) була немислимою для свого часу, унаслідок чого навіть на публікацію роману письменник мав мало надій. Проте роман було опубліковано (спочатку в Європі, потім в Америці), що швидко принесло його авторові світову славу і фінансовий добробут. Певний час він працював у Природничому музеї Карнегі (Піттсбург), де співпрацював із російським ентомологом-емігрантом А. М. Авіновим.
Набоков повертається до Європи та з 1960 живе в Монтре, Швейцарія, де створює свої останні романи, найвідоміші з яких, — «Бліде полум'я» і «Ада».

## Письменницький стиль
У романах «Захист Лужина» (1929—30), «Дар» (1937), «Запрошення на страту» (антиутопія; 1935—36), «Пнін» (1957) — колізія духовно обдарованого одинака з тужливо-примітивним «середньолюдським» світом — «міщанською цивілізацією», або світом «вульгарності», де панують уявності, ілюзії, фікції. Проте Набоков не залишається на вузькосоціальному рівні, а переходить до розробки швидше метафізичної теми співвідношення різних «світів»: світу реального і світу письменницької уяви, світу Берліна і світу спогадів про Росію, світу звичайних людей і світу шахового і так далі. Вільне перетікання цих світів додає творам письменника відтінок авангардності. Також відчуття новизни та свободи цим творам дає те, що в них Набоков розробляє яскраві мовні прийоми, удосконалює свій стиль, досягаючи особливої опуклості, відчутності описів, що здаються швидкоплинними.
Сенсаційний бестселер «Лоліта» (1955) — досвід поєднання еротики, любовної прози та соціально-критичного опису традицій, одночасно із зачіпанням популярних тем, що досяг висот витонченої естетики й навіть певних філософських глибин. Одній з провідних проблем в романі опиняється проблема егоїзму, що руйнує любов. Роман написаний від імені рафінованого європейця, ученого, що має хворобливу пристрасть до дівчаток-німфеток.
Лірика з мотивами ностальгії; мемуари («Пам'ять, говори», 1966).
Розповіді дивовижної ліричної сили. У мініатюрі містять багато проблем крупних творів письменника: тему «іншого» світу, переплетену з ним тему швидкоплинного, невловного переживання тощо. Найвидатніші твори в цьому жанрі: розповіді «Повернення Чорба», «Весна у Фіальте», «Різдво», «Хмара, озеро, башта», «Terra Incognita», повість «Спостерігач».
Есеїстика («Микола Гоголь», 1944).
Переклади англійською мовою «Євгенія Онєгіна» О. Пушкіна і «Слова о полку Ігоревім».
Поетику стилістично вишуканої прози складають як реалістичні, так і модерністські елементи (мовностилістична гра, всеосяжне пародіювання, уявні галюцинації). Принциповий індивідуаліст, Набоков іронічний у сприйнятті будь-яких видів масової психології та глобальних ідей (особливо марксизму та фрейдізму). Своєрідному літературному стилю Набокова була властива гра в шараду з ремінісценцій і головоломки із зашифрованих цитат.

## Набоков— синестетик
Синестезія — це явище сприйняття, коли при подразненні одного органу чуття разом із специфічними для нього відчуттями виникають і відчуття, відповідні іншому органу чуття, іншими словами, сигнали, витікаючі від різних органів чуття, змішуються, синтезуються. Людина не тільки чує звуки, але і бачить їх, не тільки відчуває предмет, але і відчуває його смак.
Ось що писав в автобіографії Владимир Набоков: «Сповідь синестета назвуть претензійною і нудною ті, хто захищений від таких просочувань і відціджувань щільнішими перегородками, ніж захищений я. Але моїй матері все це здавалося цілком природним. Ми розговорилися про це, коли мені йшов сьомий рік, я будував замок з різноколірних азбучних кубиків і побіжно відмітив їй, що пофарбовані вони неправильно. Ми тут же з'ясували, що деякі мої букви того ж кольору, що її, крім того, на неї оптично впливали і музичні ноти. У мені вони не порушували ніяких хроматізмів».
Окрім самого Володимира, синестетиками були його мати, його дружина; синестезією володіє і його син Дмитро Володимирович Набоков.

## Цікаві факти
Письменник Володимир Набоков передбачив використання смайликів. Він вважав, що наявні знаки пунктуації слід доповнити знаками, які б передавали емоції:
| Олден Вітмен. Яке місце ви призначаєте собі серед письменників (нині живих) і письменників надавнього минулого? Володимир Набоков. Я часто думаю, що повинен існувати спеціальний типографський знак, який означає посмішку, — щось начебто вигнута лінія, лежача навзнак дужка; саме цей значок я поставив би замість відповіді на ваше питання. — інтерв'ю Набокова, опубліковане в збірнику Strong Opinions |
| |

Склав перший кросворд російською мовою, який опубліковано в додатку «Наш світ» до газети «Руль» у лютому 1925 року в Берліні.
Все життя захоплювався ентомологією-почав збирати колекцію метеликів ще у дитинстві, у віці 7 років, робив малюнки та фото метеликів, видавав наукові праці і навіть працював у Американському музеї природничої історії.

## Твори

### Романи і повісті

#### Російською мовою
- «Машенька» (1926)
- «Король, дама, валет» (1927—28)
- «Захист Лужина» (1929—30)
- «Спостерігач» (1930) — повість
- «Подвиг» (1932)
- «Камера обскура» (1932)
- «Відчай» (1936)
- «Запрошення на страту» (1938) — роман-антиутопія
- «Дар» (1937—38)
- «Інші береги» (1954) — автобіографія
- «Лоліта» (1967, авторський російський переклад)

#### Англійською мовою
- «Справжнє життя Себастьяна Найта» (англ. The Real Life of Sebastian Knight) (1941)
- «Під знаком незаконнонароджених» (англ. Bend Sinister) (1947)
- «Лоліта» (англ. Lolita) (1955)
- «Пнін» (англ. Pnin) (1957)
- «Бліде полум'я» (англ. Pale Fire) (1962)
- «Пам'ять, говори» (англ. Speak, Memory. An Autobiography Revisited.) (1967) — автобіографія
- «Ада, або Радості пристрасті» (англ. Ada or Ardor: A Family Chronicle) (1969)
- «Прозорі речі» (англ. Transparent Things) (1972)
- «Дивися на арлекінів!» (англ. Look at the Harlequins!) (1974)
- «Оригінал Лаури» (англ. The Original of Laura) (2009)

### Збірки віршів
- (без назви) , Санкт-Петербург, приватне видання 1914 (не зберігся)
- «Вірші». Петроград: Худож.-графич. заклад «Уніон» (500 екз.) 1916.
- «Альманах: Два шляхи». Петроград: видавництво інж. М. С. Персона. 1918. (збірка віршів В.Набокова і А.Балашова, його товариша по навчанню по Тенішевському училищу).
- «Кетяг». Берлін: Гамаюн 1923.
- «Горній шлях». Берлін: Грані 1923.
- «Повернення Чорба: Розповіді і вірші». Берлін: Слово 1930.
- «Вірші 1929—1951». Париж: Рима. 1952.
- poems. Garden City Нью Йорк: Doubleday. 1959.
- poems and Problems. Нью Йорк, Торонто: Mcgraw-hill 1971.
- «Вірші». Енн-арбор, Мічиган: Ардіс 1979 (з передмовою В. Е. Набокової).

### Останній роман
Останній твір письменника: «The Original of Laura» («Оригінал Лаури»). За вісім місяців до своєї смерті Володимир Набоков писав одному зі своїх кореспондентів, що книга «The Original of Laura» була «почата ним до хвороби та завершена „в думках“, але не на папері».
Володимир Набоков залишив заповіт, в якому розпорядився знищити рукопис після його смерті. Вдова письменника Вера після кончини Набокова в 1977 році не виконала останню волю чоловіка і заповідала перед власною смертю в 1991 році зробити це своєму синові.
Син письменника, оперний співак Дмитро Набоков, відгукувався про незавершений проєкт батька, як про «найвидатніший» твір письменника. Він хотів помістити рукопис в якому-небудь університетському архіві, музеї або фонді, щоб доступ до неї мав лише обмежений круг учених. Проте у своєму листі, відправленому в листопаді 2005 року електронною поштою літературному оглядачеві газети The New York Observer Рону Розенбауму (Ron Rosenbaum), він говорить, що має намір знищити книгу перед своєю смертю. Потім він раптово повідомив про свій намір видати рукопис.
Обсяг і зміст рукопису напевно невідомі. У 1989 році журналіст газети Washington Post писав, що від третини до половини роману існує в остаточному вигляді. Деякі інші експерти вважають, що рукопис складається з 30—40 сторінок, можливо, робочих карток, якими користувався Набоков при роботі над чернетками. Повідомлялося також, що у книги була й інша робоча назва — Dying is fun («Вмирати весело»).
Український переклад презентували 7 листопада 2009 р. у Києві, на 10 днів швидше презентації англійською мовою, котра відбулася 17 листопада у США та Великій Британії.

## Адаптації

### Екранізації
- 1962 — «Лоліта» (англ. Lolita), британсько-американський фільм за однойменним романом. Режисер — Стенлі Кубрик. У ролях Джеймс Мейсон, Сью Лайон, Шеллі Вінтерс та Пітер Селлерс.
- 1969 — «Сміх у темряві» (англ. Laughter in the Dark), французько-британський фільм за романом «Камера обскура». Режисер — Тоні Річардсон. У ролях Нікол Вільямсон, Анна Каріна та Жан-Клод Друо.
- 1972 — «Король, дама, валет» (англ. King, Queen, Knave), німецький фільм за однойменним романом. Режисер — Єжи Сколімовський. У ролях Джон Молдер-Браун, Джина Лоллобриджида та Девід Нівен.
- 1973 — «Запрошення на страту» (нім. Einladung zur Enthauptung), німецький телефільм за однойменним романом. Режисер — Горст Флік. У головній ролі — Вольф Рот.
- 1978 — «Відчай» (фр. Despair), німецько-французький фільм за однойменним романом. Режисер — Райнер Вернер Фассбіндер. У ролях Дірк Богард, Андреа Ферреоль та Клаус Левич.
- 1987 — «Машенька» (англ. Maschenka), британський фільм за однойменним романом. Режисер — Джон Гольдшмідт. У ролях Ірина Брук і Кері Елвес.
- 1991 — «Сексказка» (рос. Секссказка), радянський фільм за оповіданням «Казка» (рос. Сказка). Режисер — Олена Ніколаєва. У ролях Людмила Гурченко і Сергій Жигунов.
- 1992 — «Машенька» (рос. Машенька), російський фільм за однойменним романом. Режисер — Тамара Павлюченко. У ролях Антон Яковлев і Анастасія Заворотнюк.
- 1994 — «Мадемуазель О» (фр. Mademoiselle O), французько-російський фільм за однойменним оповіданням. Режисер — Жером Фулон. У ролях Майте Наір і Олександр Баргман.
- 1997 — «Лоліта» (англ. Lolita), американсько-французький фільм за однойменним романом. Режисер — Едріан Лайн. У ролях Джеремі Айронс, Домінік Суейн, Мелані Гріффіт та Френк Ланджелла.
- 2000 — «Захист Лужина» (англ. The Luzhin Defence), британсько-французький фільм за однойменним романом. Режисер — Марлен Горріс. У ролях Джон Туртурро і Емілі Вотсон.
- 2008 — «Подія» (рос. Событие), російський фільм за однойменною п'єсою. Режисер — Андрій Ешпай. У ролях Ігор Гордін, Чулпан Хаматова та Євгенія Симонова.

### Театральні постановки
- 2017 — «Жага», за мотивами роману «Камера обскура», режисер-постановник Ольга Канарченко (Попова). Театр «Тисячоліття» (Київ)[12].

## Музеї
У жовтні 2006 року в петербурзькому музеї Володимира Набокова проходить фотовиставка «Набоковські адреси», де представлені фотографії будинків, в яких жив Набоков із сім'єю. Автори фото — Д.Конрадт, Д.Ріппл, І.Казноб, А.Наката і головний хранитель «Музею Набокова» Є.Кузнецова.
Про музей-садибу Набокова в Рождєствено, про історію родових маєтків Набокових-Рукавішникових. Музей «Рождествено». Історія і сучасність. [Архівовано 23 лютого 2008 у Wayback Machine.]
На честь Володимира Набокова в 1985 році названий астероїд 7232 Набоков.

## Переклади українською
- Владімір Набоков: Лоліта (2008). Переклад з російської: Петро Таращук, передмова та примітки Павла Бабая. Художники: Б. Бублик, В. Мурликін. Харків: Фоліо. 412 с. ISBN 978-966-03-4128-9
- Владімір Набоков.  Оригінал Лаури: (Насолода вмирати) (2009). Переклад з англійської: Петро Таращук. Харків: Фоліо. 318 стор. ISBN 978-966-03-4968-1.
- Володимир Набоков. Лоліта (2018). Переклад з англійської: Дмитро Дроздовський. Харків: КСД. 432 стор. 2018. ISBN 978-617-12-4560-0
- Володимир Набоков. «Справжнє життя Себастьяна Найта». — Харків: КСД, 2019, 222 стор. ISBN 978-617-12-5881-5. Переклав Олег Король

У 2009 році також з'явився неофіційний український переклад роману «Лоліта» з російської Кирила Васюкова.

### Останній роман
- Юрій Коваленко, інтерв'ю Дмитра Набокова: «Недавні події укріпили мою рішучість спалити „Оригінал Лаури“». // Газета «Вісті» 28 листопада 2005.
- http://www.sf-encyclopedia.com/entry/nabokov_vladimir [Архівовано 7 квітня 2016 у Wayback Machine.]